# Georg de Laval
Georg de Laval (né le 16 avril 1883 et décédé le 10 mars 1970) est un sportif suédois. Aux Jeux olympiques d'été de 1912 disputés à Stockholm, il obtient une médaille d'argent avec ses coéquipiers lors de l'épreuve collective de pistolet libre à 50 mètres en tir. Lors de ces mêmes Jeux, il est également médaillé de bronze en pentathlon moderne.
Ses frères Erik et Patrik sont aussi des pentathloniens.